# Boel Werner
Boel Mari Cecilia Werner, född 29 april 1965 i Värlebo, är en svensk författare och illustratör, nu bosatt i Ludvika. Hon är utbildad på Konstfack 1988–1992. Werner skriver främst barn- och ungdomsböcker för bland annat Alfabeta, Bonnier Carlsen, Rabén & Sjögren, LL-förlaget och Opal. 
Werner debuterade med barnboken Tvättlina och Robert Skog år 1998 följd av Tvättlina åker pumparally två år senare. I 
bilderboken Flygarbyxorna, som utgavs år 2002, gjorde hon för första gången både text och bild.
Hon har illustrerat böcker åt författare som Moni Nilsson-Brännström, Johan Werkmäster, Dan Höjer, Gull Åkerblom och Per Gustavsson.